# Die mathematische Kommunikationstheorie der Chiffriersysteme
Die mathematische Kommunikationstheorie der Chiffriersysteme (Originaltitel: Communication Theory of Secrecy Systems) ist eine 1949 von Claude Shannon veröffentlichte Abhandlung, in der die Kryptographie aus der Sicht der Informationstheorie erörtert wird. Sie ist eine der grundlegenden Abhandlungen (wohl die grundlegende Abhandlung) der modernen Kryptographie. Sie beweist auch, dass alle Chiffren, die theoretisch nicht zu brechen sind, die gleichen Anforderungen erfüllen müssen wie das Verschlüsselungsverfahren One-Time-Pad.
Shannon veröffentlichte eine frühere Version dieser Forschungsarbeit in dem ehemals als geheim eingestuften Bericht „A Mathematical Theory of Cryptography“. Dieser Bericht geht auch der Veröffentlichung seiner Schrift „A Mathematical Theory of Communication“ von 1948 voraus. Die Übersetzung in deutscher Sprache erschien im Jahr 2000.

## Inhalt
Einleitend grenzt Shannon sein Thema von Verfahrensweisen ab, die eine Nachricht unkenntlich machen (z. B. durch Geheimtinte), oder die spezielle Geräte verwenden, um die Nachricht für andere unverständlich zu übertragen. In der Abhandlung geht es um Systeme, die nur Verschlüsselungsverfahren zur Verbergung der Nachricht vor als „Feind“ bezeichneten unerwünschten Lesern anwenden, „obwohl ihre Existenz nicht vertuscht wird und man annimmt, dass dem Feind jede Spezialtechnologie zur Verfügung steht, um das übertragene Signal abzufangen und aufzuzeichnen.“:S. 103 Diese Überlegung ähnelt Kerckhoffs’ Prinzip.

### Teil I: Die mathematische Struktur von Chiffriersystemen
Es wird ein vereinfachtes Modell eines Chiffriersystems beschrieben, um es mathematisch behandeln zu können.:S. 108–131 Es geht einem Chiffrierer darum, Nachrichten mithilfe eines Schlüssels in Geheimtexte (im Artikel Kryptogramme genannt) umzuwandeln und zu versenden, die von einem Dechiffrierer mit Kenntnis des Schlüssels in Klartext zurückgewandelt werden. Als Gegenspieler von Chiffrierer und Dechiffrierer greift ein Kryptoanalytiker die Sicherheit der Verschlüsselungstechnik an, indem er versucht, Geheimtexte oder Teile davon abzufangen und die Nachricht zu verstehen, ohne den Schlüssel zu besitzen. Die in der Einleitung aufgestellte Abgrenzung wird bekräftigt, um sie diskutieren zu können::S. 110

“To make the problem mathematically tractable we shall assume that the enemy knows the system being used.”

„Um das Problem einer mathematischen Behandlung zugänglich zu machen, gehen wir davon aus, dass der Feind das System kennt.“

Neben dem Ausmaß an Sicherheit werden weitere Kriterien für gute Chiffriersysteme aufgeführt, die sich vor allem mit der unkomplizierten Handhabung des Systems beschäftigen: die Schlüssellänge, die Komplexität der Chiffrier- und Dechiffrieroperationen, die Fehlerfortpflanzung und die Nachrichtenexpansion, womit eine nicht erwünschte Wirkung gemeint ist, die durch das Einarbeiten von Blendern in die Nachricht entsteht.
Eine Algebra für Chiffriersysteme wird eingeführt und ermöglicht es, neue Chiffriersysteme zusammenzusetzen, indem eine gewichtete Auswahl zwischen mehreren Systemen getroffen wird (gewichtete Addition) oder auch, indem mehrere Systeme gekoppelt ausgeführt werden (Multiplikation). Es werden Theoreme zu reinen Chiffren entwickelt, zu denen z. B. Substitutionschiffren, Transpositionschiffren und manche Vigenère-Chiffren gehören, und die „von einer gewissen Homogenität in bezug auf die Schlüssel“ sind.:S. 124 Angesichts dieser Homogenität werden Ideen vorgestellt, um reine Chiffren brechen zu können.

### Teil II: Theoretische Sicherheit

Beispiel für ein perfektes Verschlüsselungssystem gemäß Shannon, indem vier Nachrichten (M) durch vier verschiedene Schlüssel auf vier Chiffren (E) gleich wahrscheinlich abgebildet werden, in der Art eines lateinischen Quadrats

Es werden Fragen zur Sicherheit eines Chiffriersystems aufgeworfen, z. B. „Wie immun ist ein System gegenüber der Kryptoanalyse, wenn dem Entzifferer unbeschränkte Zeit und Arbeitskräfte zur Verfügung stehen, um das Kryptogramm zu analysieren?“:S. 131 Basierend auf Shannons Arbeit „A Mathematical Theory of Communication“ werden Überlegungen über die perfekte Sicherheit der Verschlüsselung angestellt und ein Begriff für die Ungewissheit darüber entwickelt, die Verschlüsselung brechen zu können. Dabei wird eine Analogie zur Nachrichtentheorie aufgebaut, wo unter Ungewissheit (Äquivokation) verstanden wird, wie wenig aus einem durch Rauschen gestörten Signal auf das ursprüngliche Signal zurückgeschlossen werden kann: „Aus der Perspektive eines Kryptoanalytikers ist ein Chiffriersystem fast mit einem gestörten Nachrichtensystem identisch.“:S. 139 Es werden Überlegungen zu einem idealen Chiffriersystem angestellt, welches sich durch größtmögliche Äquivokation auszeichnet. Da das ideale Chiffriersystem sein Ziel durch Redundanz-Reduktion erreicht, ergeben sich auch Nachteile, die durch eine enge Bindung an die Komplexität der natürlichen Sprache und eine unerwünschte Fehlerfortpflanzungscharakteristik entstehen.

### Teil III: Praktische Sicherheit
Mit dem als Arbeitscharakteristik bezeichneten durchschnittlichen Aufwand, eine Botschaft zu entschlüsseln, wird ein Maß für die praktische Sicherheit eingeführt.:S. 159–174 Die Arbeit des Kryptoanalytikers besteht zu einem großen Teil daraus, plausible Botschaften aus dem Geheimtext herauszulesen und für die verschiedenen Vorschläge Wahrscheinlichkeiten dafür zu bestimmen, ob sie sinnvolle Botschaften sind. Eine der behandelten Techniken versucht z. B. durch Anwendung eines vermuteten Schlüssels auf Teile der Botschaft zu Wörtern zu gelangen, die in der Sprache der Nachricht plausibel sind.
Abschließend kommt Shannon noch einmal auf die im ersten Teil aufgeführten Kriterien für Chiffriersysteme zu sprechen::S. 173

„Wie sich herausstellt, sind die fünf Kriterien, die [...] zur Bewertung von guten Chiffriersystemen aufgestellt worden sind, in gewissem Maße miteinander unvereinbar, sobald sie auf natürliche Sprachen mit ihrer komplizierten statistischen Struktur angewendet werden. [...] Wenn auf eins der fünf Kriterien verzichtet wird, können die anderen vier sehr gut erfüllt werden [...]“

Anstelle einer Schlussfolgerung wird eine Tendenz zur Beurteilung von Chiffriersystemen skizziert::S. 174

„Wenn man den einzelnen Kriterien einen quantitativen Wert zuschreiben könnte, dann könnte man vielleicht eine Art Tauschgleichung aufstellen, in der diese enthalten wären und die die physikalisch am besten miteinander zu vereinbarenden Wertemengen angäbe.“